# USS LST-945
O USS LST-945 foi um navio de guerra norte-americano da classe LST que operou durante a Segunda Guerra Mundial.